# 岭北镇 (遂溪县)
岭北镇，是中华人民共和国广东省湛江市遂溪县下辖的一个乡镇级行政单位。

## 行政区划
岭北镇下辖以下地区：
横山村、城里村、田增村、调楼村、西塘村、迈生村和调丰村。